# Königsallee (Düsseldorf)
Die Königsallee, kurz Kö genannt, ist ein in nordsüdlicher Richtung verlaufender Boulevard im Stadtzentrum von Düsseldorf. Die Kö ist eine der führenden Luxuseinkaufsstraßen Europas. Charakteristisch für ihre Gestaltung sind der Stadtgraben (auch Kö-Graben genannt) und der eindrucksvolle Baumbestand. Mit fast durchgehend 87 Metern ist sie, von Haus- zu Hausfassade gemessen, die breiteste Straße Deutschlands. Statt der gewohnten zwei hat sie vier Gehwege – zwei an den Seiten des Grabens und je einen entlang der Häuserzeilen. Die westliche, traditionell weniger begangene Seite mit – im Nordteil – nur wenigen Läden wird auch als „Bankenseite“ oder „stille Seite“ bezeichnet.

## Lage und Umgebung
Die Allee liegt östlich der Düsseldorfer Altstadt und Carlstadt. Sie war bis zur Schleifung der Festungsanlagen deren Bestandteil. Die dadurch freigewordenen Flächen wurden als „Grüner Ring“ um die Innenstadt gestaltet und schließen sich an die Königsallee an. Im Norden ist dies der Hofgarten und im Süd-Westen der Graf-Adolf-Platz, bzw. der Ständehauspark. Die Hausnummern beginnen mit der Zählung am Hofgarten und enden an der Luisenstraße. Der letzte Teil zwischen Graf-Adolf-Straße und Luisenstraße, auch „Kleine Kö“ genannt, ist durch die stark befahrene Graf-Adolf-Straße von der eigentlichen Königsallee abgetrennt. Alle Erwägungen, dieses Straßenstück für die Fußgänger besser anzubinden und damit für die dortigen Geschäftsinhaber lukrativer zu gestalten, beispielsweise durch eine Überführung, wurden letztlich wieder verworfen.

## Geschichte

### Historische Entwicklung

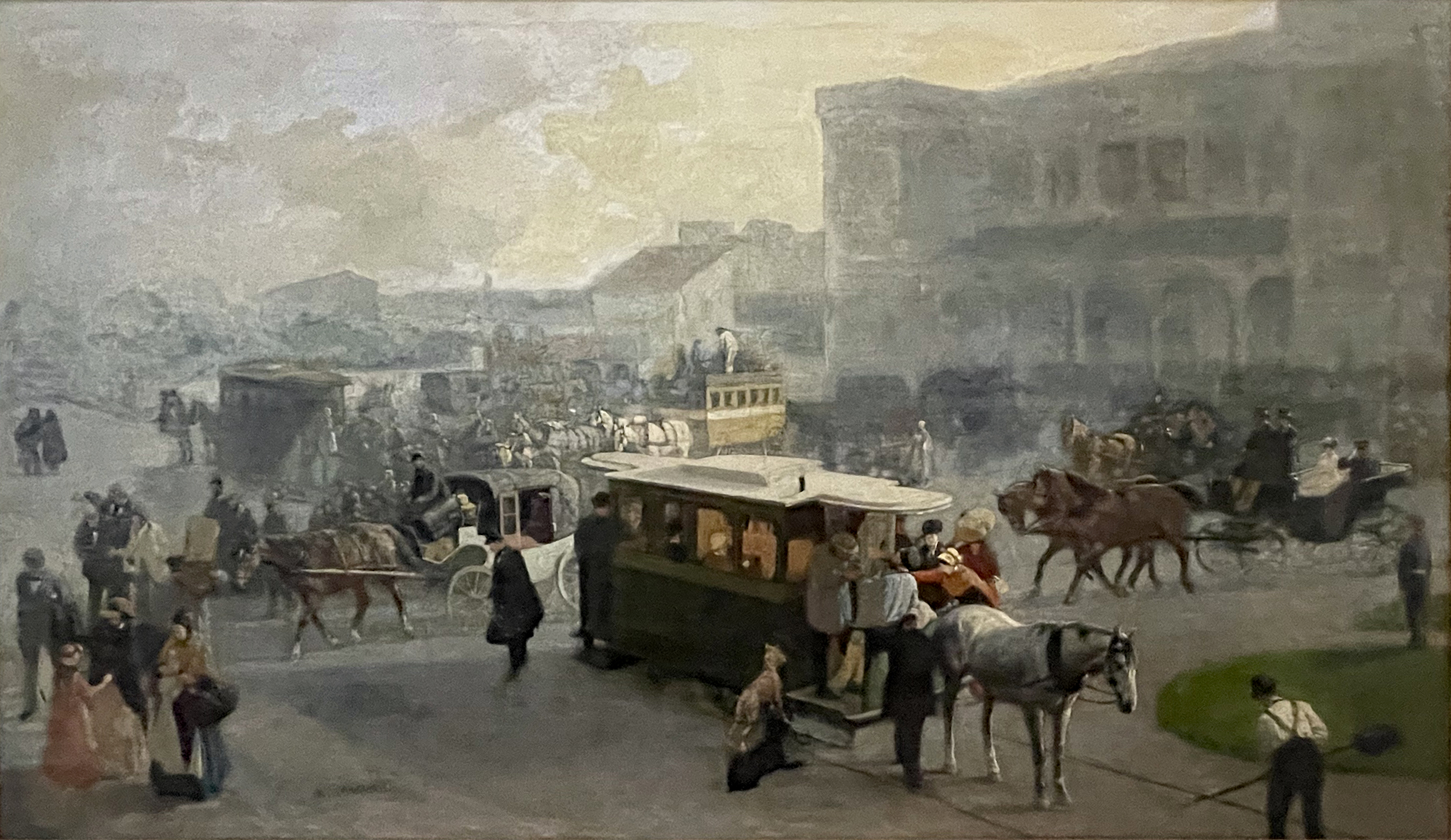
Blick auf den Bergisch-Märkischen Bahnhof und Pferde-Straßenbahnverkehr, Arthur Nikutowski (1886)

Der Friede von Lunéville des Jahres 1801, in dessen Artikel VI sich das Heilige Römische Reich gegenüber Frankreich verpflichtete, die Festung Düsseldorf nicht wiederherzustellen, schuf die Voraussetzung zum Bau der Königsallee. In den Jahren 1802 bis 1804 ersetzten Hofbaumeister Kaspar Anton Huschberger, Hofgärtner Maximilian Friedrich Weyhe und der Wasserbaumeister Wilhelm Gottlieb Bauer die demolierten Festungsbauwerke durch einen Stadtgraben, der über 30 Meter breit, 5 Meter tief und fast 1000 Meter lang angelegt wurde. Der ihn speisende Tritonenbrunnen bezieht sein Wasser aus der Düssel. Als öffentliche Promenade, mit mehreren Reihen von Bäumen angelegt, wurde diese an der östlichen Stadtgrenze befindliche Straße in Plänen als „Allee außerhalb der Stadt“ bezeichnet.

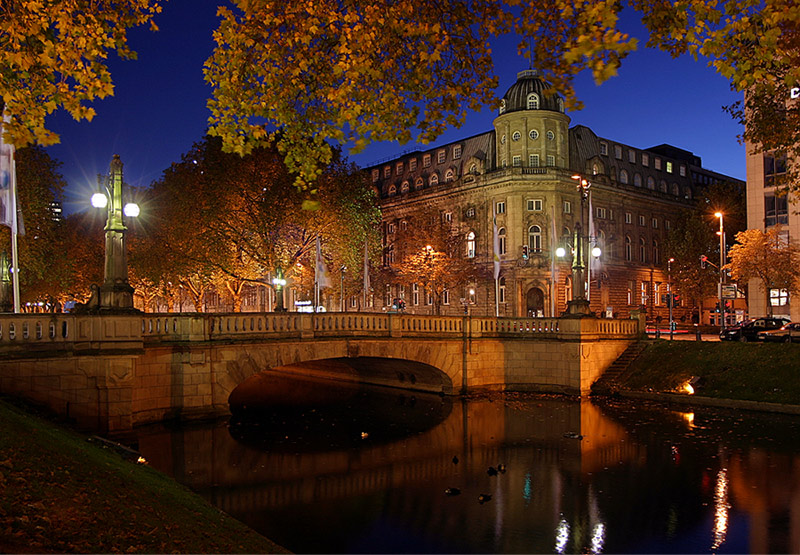
Königsallee bei Nacht

Zwei Brücken über den Stadtgraben waren mit Zoll-Häuschen versehen, um entsprechende Zölle einzunehmen. Bis Ende des 19. Jahrhunderts endete die Königsallee im Süden kurz hinter der Bahnstraße. Noch 1890 lag nach dem Eckhaus der Allee Nr. 47–49 mit der Bahnstraße nur noch das Gebäude Nr. 52 des Eisenbahnbetriebsamtes im Bereich der späteren Kreuzung mit der Graf-Adolf-Straße. An diesem Südende der Königsallee befand sich ab 1838 der Bahnhof der ersten Eisenbahnstrecke in Westdeutschland, der Düsseldorf-Elberfelder Eisenbahn-Gesellschaft, daher auch Elberfelder Bahnhof genannt. Die Teilstrecke zwischen Düsseldorf und Erkrath wurde am 20. Dezember 1838 eröffnet.
Der Bahnhof wurde von der Bergisch-Märkischen Eisenbahn-Gesellschaft übernommen (dann auch Bergisch-Märkischer Bahnhof genannt). Ab 1845 bzw. 1846 betrieb die Köln-Mindener Eisenbahn-Gesellschaft hier ebenfalls einen Bahnhof. Ab 1876 begann an diesem Knotenpunkt, am späteren Graf-Adolf-Platz, der Pferde-Straßenbahnverkehr, der ab 1896 elektrifiziert wurde. Die Königsallee war zu dieser Zeit eine „Lebensader“ mit regem Ausflugs- und Promenierverkehr, mit Reisenden, Soldaten und Offizieren, Café- und Hotelbesuchern und Menschen, die zur Posthalterei und später zum Telegrafenamt wollten.

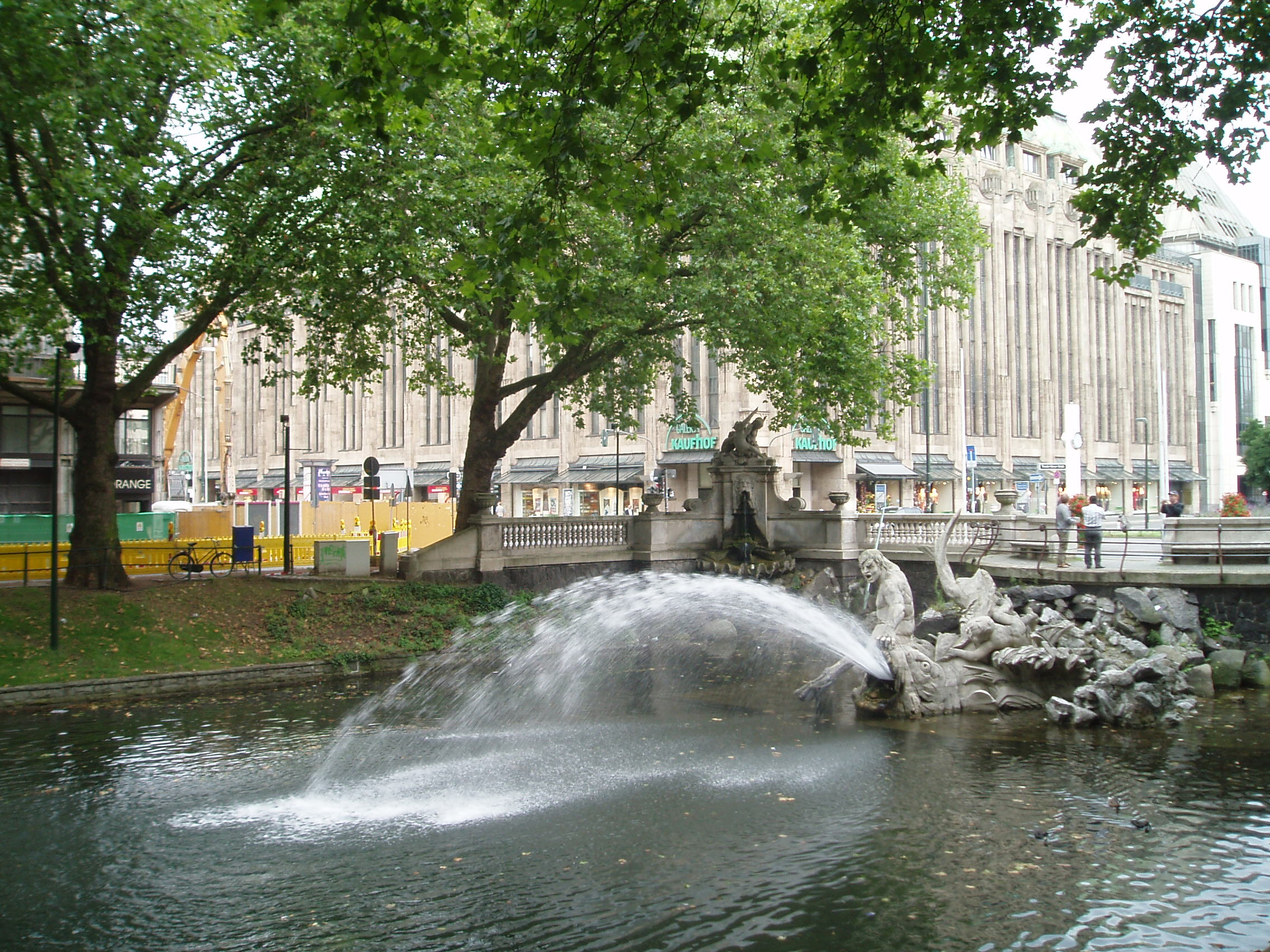
Tritonenbrunnen

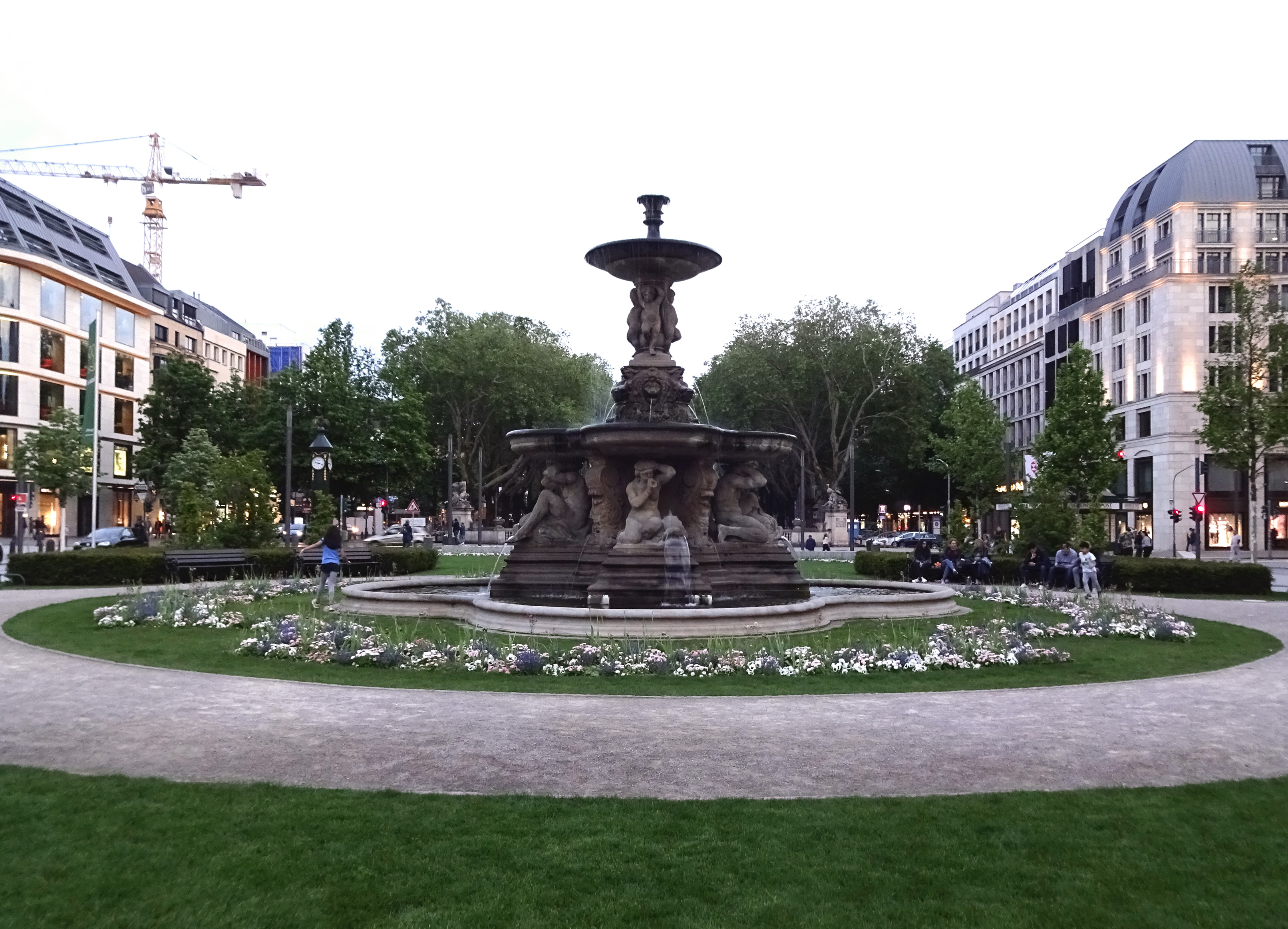
Schalenbrunnen von Leo Müsch geschaffen in 1882 auf dem Corneliusplatz

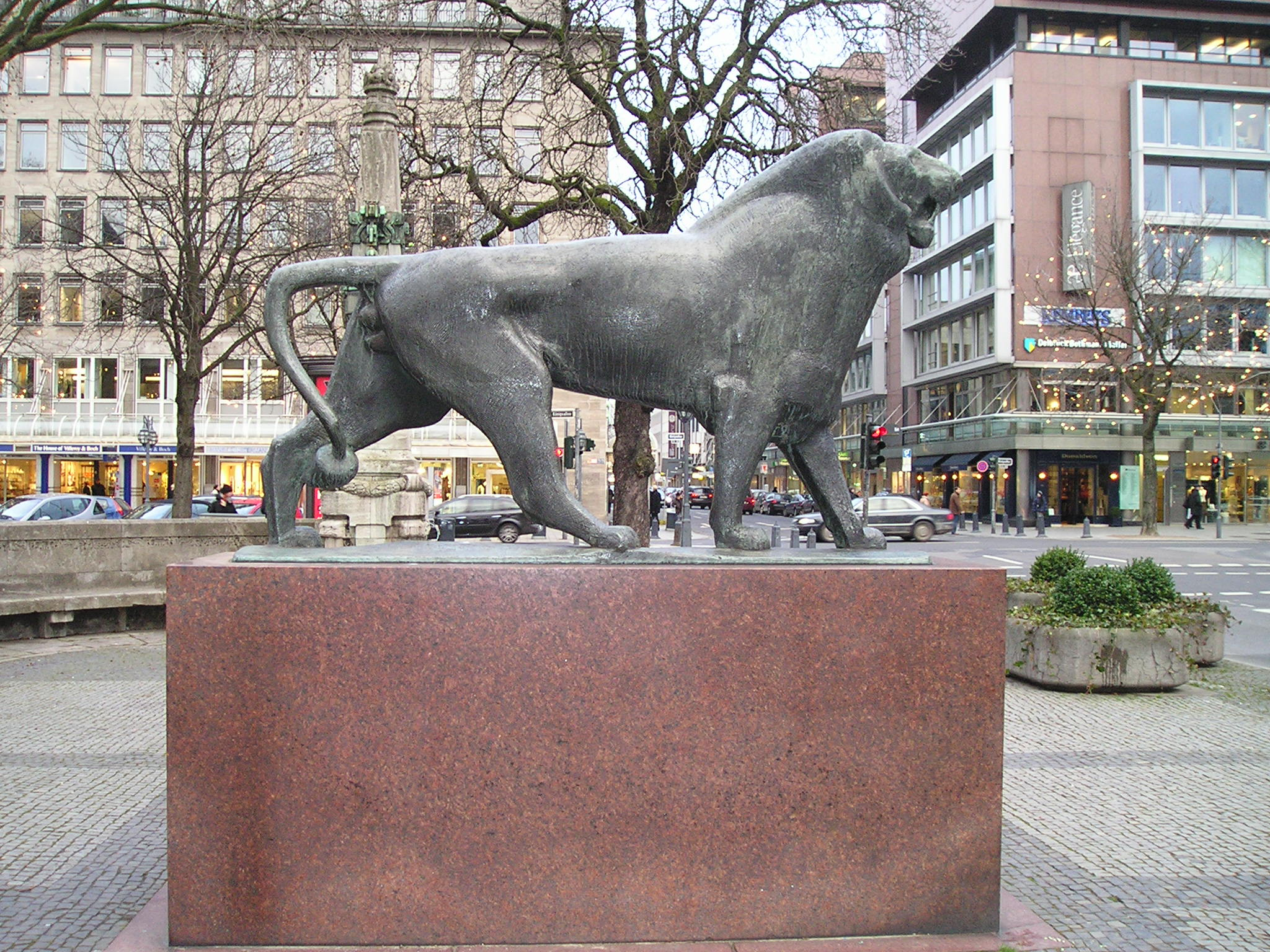
Bergischer Löwe von Philipp Harth, 1963

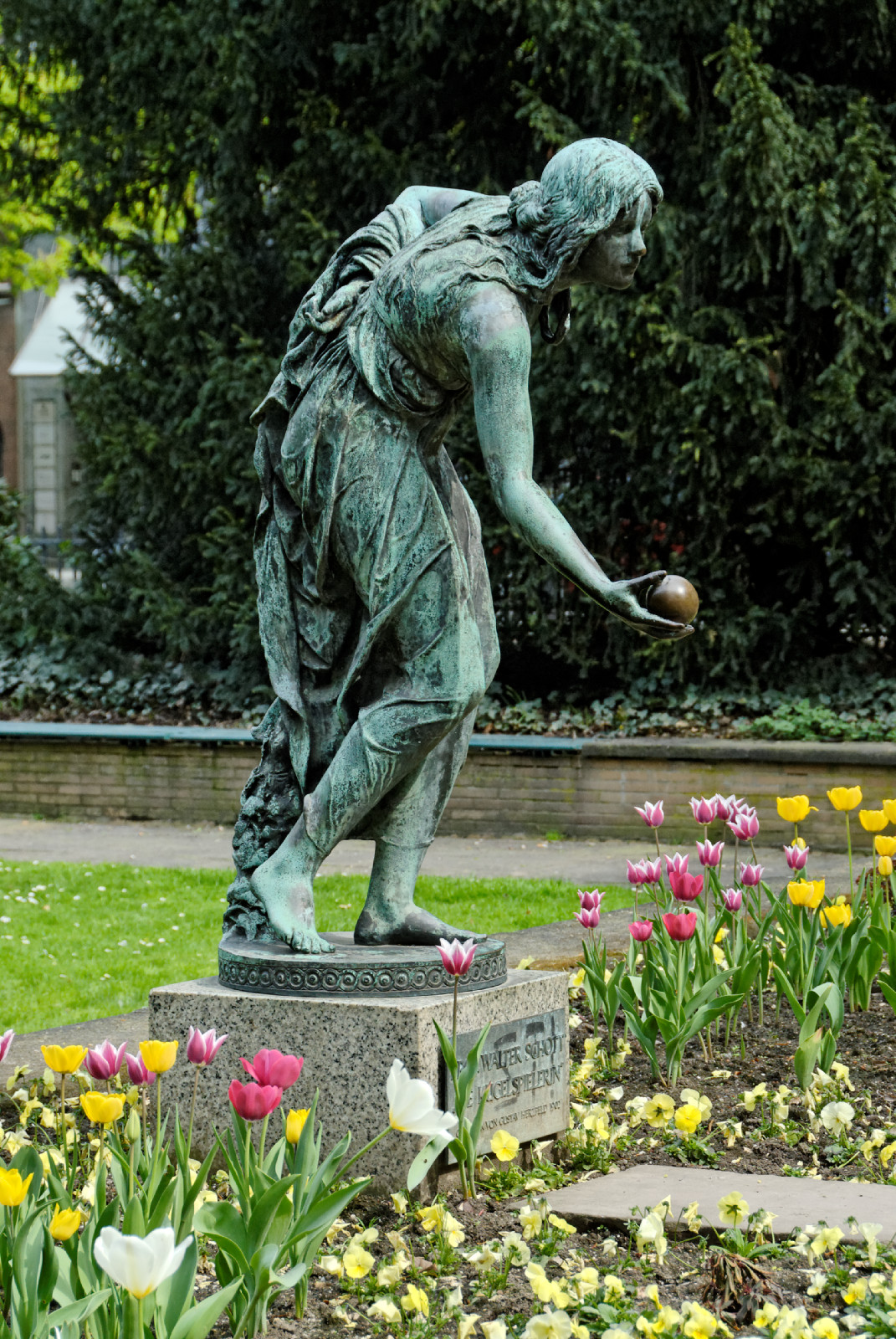
Kugelspielerin

Frühere Namen der östlich des Grabens gelegenen Straßenführung waren „Neue Allee“, „Mittelallee“ oder „Kastanienallee“ – bis zu jenem legendären „Pferdeäpfel-Attentat“ des Jahres 1848. König Friedrich Wilhelm IV. soll hier mit Pferdeäpfeln beworfen worden sein, als er im Revolutionsjahr vom südlich gelegenen Bahnhof kommend zum Schloss Jägerhof fahren wollte. Der genaue Ablauf ist unklar. 1851 wurde die „Kastanienallee“ in „Königsallee“ umbenannt, um das Königshaus wieder gnädig zu stimmen. Zu dieser Zeit war die Westseite der Allee noch wenig bebaut und hieß Kanalstraße.
Um 1890 wurden beide Bahnhöfe am Ende der östlichen Königsallee abgerissen und die Bahnanlagen in den Süden der Stadt verlegt. Anschließend wurde die Königsallee nach Süden verlängert und erhielt mit der Graf-Adolf-Straße, Adersstraße und Luisenstraße drei weitere Querstraßen. Ein Nachweis dieser Querstraßen ist in den Adressbüchern der Stadt für 1894 für die Graf-Adolf-Straße sowie die Bahnstraße und 1897 für die Luisenstraße möglich. Die Errichtung von Gebäuden in diesem Teil der neu angelegten Straßenbereiche erfolgte jeweils etwas später, beispielsweise das Apollo-Theater an der Ecke zur Adersstraße. Heute steht hier das Apollo-Hochhaus.
Während der Zeit des Nationalsozialismus, 1933–1945, hieß der westlich des Kö-Grabens liegende Straßenteil, die frühere Kanalstraße, „Albert-Leo-Schlageter-Allee“. Am südlichen Ende des Wassergrabens steht der Bergische Löwe (Philipp Harth, 1963) und am Nordende ist der Tritonenbrunnen (1902 von Fritz Coubillier geschaffen) ein weitbekanntes Kö-Denkmal. An das Südende des Wassergrabens schließt sich bis zur Graf-Adolf-Straße eine kleine eingefriedete Gartenanlage namens Blumengarten an. In ihr steht die 1897 gegossene Bronzefigur der Kugelspielerin von Walter Schott. Der Stadtverordnete Gustav Herzfeld (1828–1917) schenkte 1902 diese Figur der Stadt Düsseldorf. Sie sollte 1935 beseitigt werden, weil Herzfeld ein Jude gewesen war, blieb aber auf Fürsprache des Kunstakademiedirektors Peter Grund im Blumengarten. Die Aufschrift mit dem Hinweis auf den Schenker wurde entfernt. Vom Beginn des 20. Jahrhunderts stammt der heute denkmalgeschützte Neckereibrunnen, der an der Ecke Königsallee/Bastionstraße vor dem Görres-Gymnasium steht. Die Bronzeskulptur wurde 1909 von Gregor von Bochmann dem Jüngeren gegossen. Sie stellt zwei Knaben dar und steht auf einem Sockel, der in einem kreisrunden Zierbrunnen steht.

### Kanalstraße
Westlich vom Stadtgraben war die Kanalstraße, auch Canalstraße geschrieben, angelegt worden. Sie gehörte zu den Straßen, die nach der Schleifung der östlichen Befestigungsanlagen auf deren Gebiet nach etwa 1805 neu gebaut wurden. Im Stadtplan von Düsseldorf von 1809 sind neben dem Stadtgraben die neuen Straßen Heinrich-Heine-Allee, Kanalstraße, Elberfelder Straße und Breite Straße eingezeichnet, beide letztere sind ab 1809 nachweisbar. Weiterhin wurden die Benrather Straße und die Grabenstraße, die beide bei der Errichtung der Carlstadt Ende des 18. Jahrhunderts angelegt worden waren, bis zum Stadtgraben verlängert. Die Kanalstraße begann an der Elberfelder Straße, endete allerdings bis Anfang des 20. Jahrhunderts an der Benrather Straße. Südlich der Benrather Straße lag zwischen Stadtgraben und Kasernenstraße ein Kasernengelände mit dem zugehörigen Exerzierplatz, der eine Verlängerung der Kanalstraße verhinderte.
Das gesamte Gebiet östlich der Heinrich-Heine-Allee war bis Mitte des 19. Jahrhunderts nur wenig bebaut, während an der Allee nach 1810 viele Gebäude errichtet wurden. Erste Gebäude an der Kanalstraße sind um 1817 und 1824 nachweisbar. 1817 war bereits ein Eckhaus Kanalstraße / Benrather Straße errichtet worden. Das Eckhaus Elberfelder Straße / Kanalstraße 1 oder 2 ist 1824 in einer Notiz in einem Amtsblatt nachweisbar. Ab den 1830er Jahren lag im Bereich des Eckgrundstücks Kanalstraße / Grabenstraße die Eisengießerei Schimmelbusch & Comp. des Kaufmanns und Unternehmers Franz Schimmelbusch. Dieser war der erste Präsident der 1831 gegründeten Handelskammer Düsseldorf. Sein Wohnhaus an der Grabenstraße trug die Hausnummer 789, es muss das Eckhaus an der Kanalstraße gewesen sein, da 1850 unter der Hausnummer 789 die Witwe Helene Schimmelbusch und ihre Eisengießerei angeführt werden.

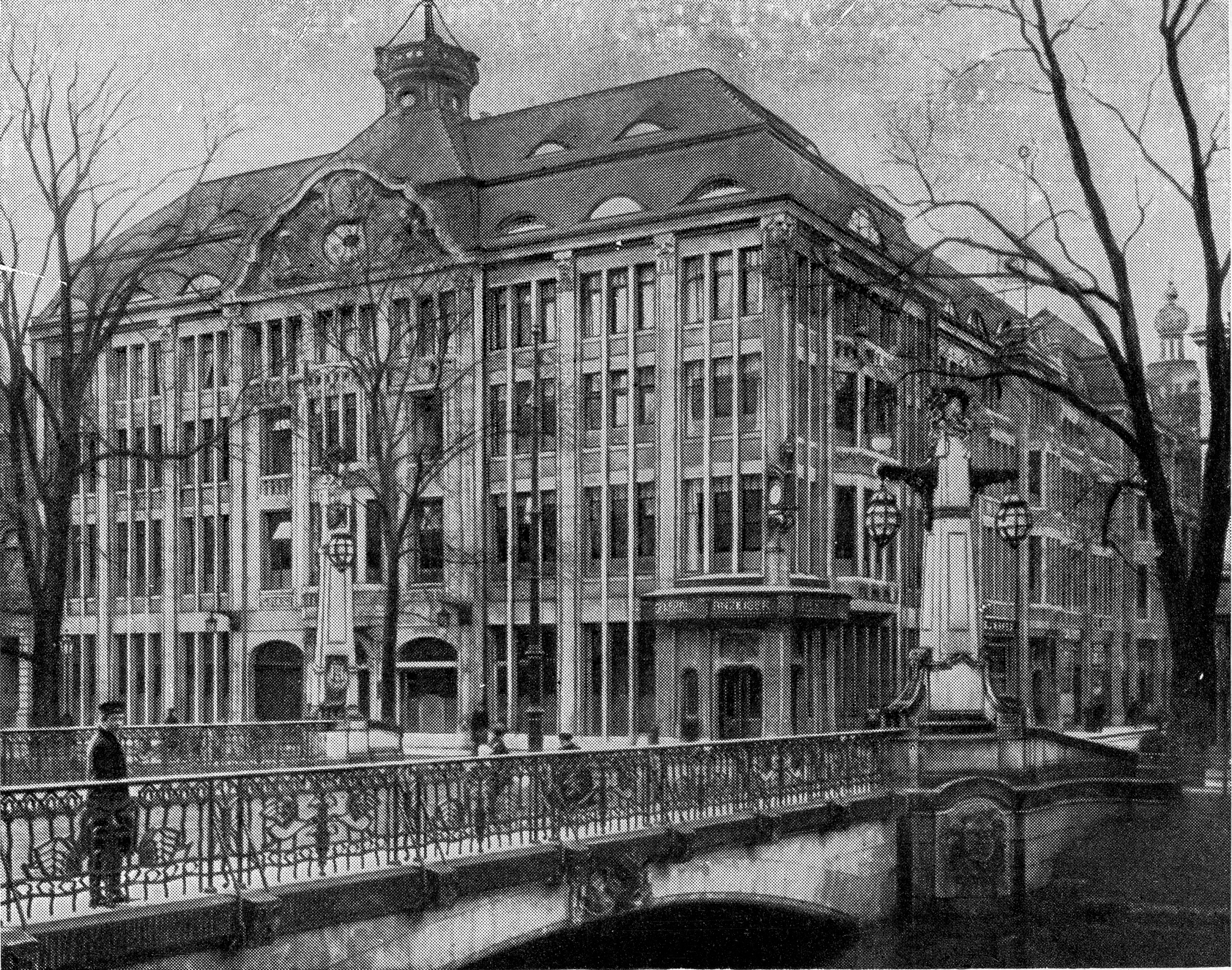
Geschäftshaus für den Girardet-Verlag, Königsallee 27–31, und Girardetbrücke

Noch 1859 waren nördlich der Bazarstraße, der engen Querstraße zwischen Alleestraße (heute Heinrich-Heine-Allee) und Kanalstraße, nur die Gebäude mit den Hausnummern 1 und 2 an der Kanalstraße bereits gebaut. Die Grundstücke mit den Hausnummern 3 und 4 waren als Schulhof des Königlichen Gymnasiums, die Grundstücke mit den Hausnummern 5 und 6 (südlich der Bazarstraße) unbebaut. Die Grundstücke Kanalstraße 7 bis 10, die nördlich der Grabenstraße lagen, waren bebaut, aber die südlich liegenden Grundstücke Kanalstraße 12 bis 15 noch nicht. Auf dem Grundstück Kanalstraße 14 stand allerdings eine Lagerhalle, und auf dem Eckgrundstück Kanalstraße / Benrather Straße 16 war eine Remise mit einer Wohnung vorhanden. Erst ab 1880 war die Kanalstraße weitgehend bebaut.
1904 kaufte der Essener Verlag Girardet & Cie. das Eckgrundstück Grabenstraße / Canalstraße 11. Ab 1905 entstand auf dem Eckgrundstück und den angrenzenden Grundstücken Canalstraße 12 und 13 der Neubau des Girardethauses, dessen erster Bauabschnitt dann die Adresse Königsallee 27–31 bekam. Hier wurden bis 1917 der Düsseldorfer General-Anzeiger und danach bis 1945 die Düsseldorfer Nachrichten herausgegeben. Die heutige Giradetbrücke als Überquerung des Stadtgrabens von der Grabenstraße (heute Trinkausstraße) zur Königstraße wurde 1906–1907 als Königsbrücke in moderner Eisenbeton-Konstruktion nach technischem Entwurf des Bauingenieurs Max Möller gebaut.

### Erscheinungsbild, Funktion und Struktur heute

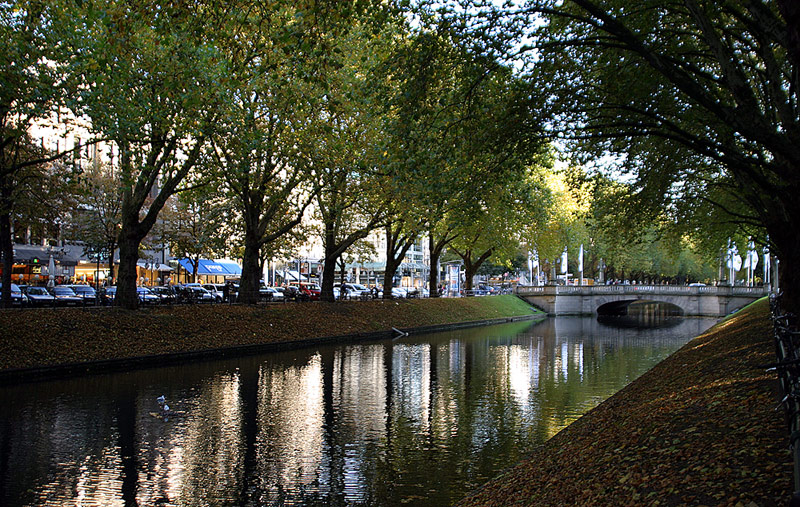
Stadtgraben

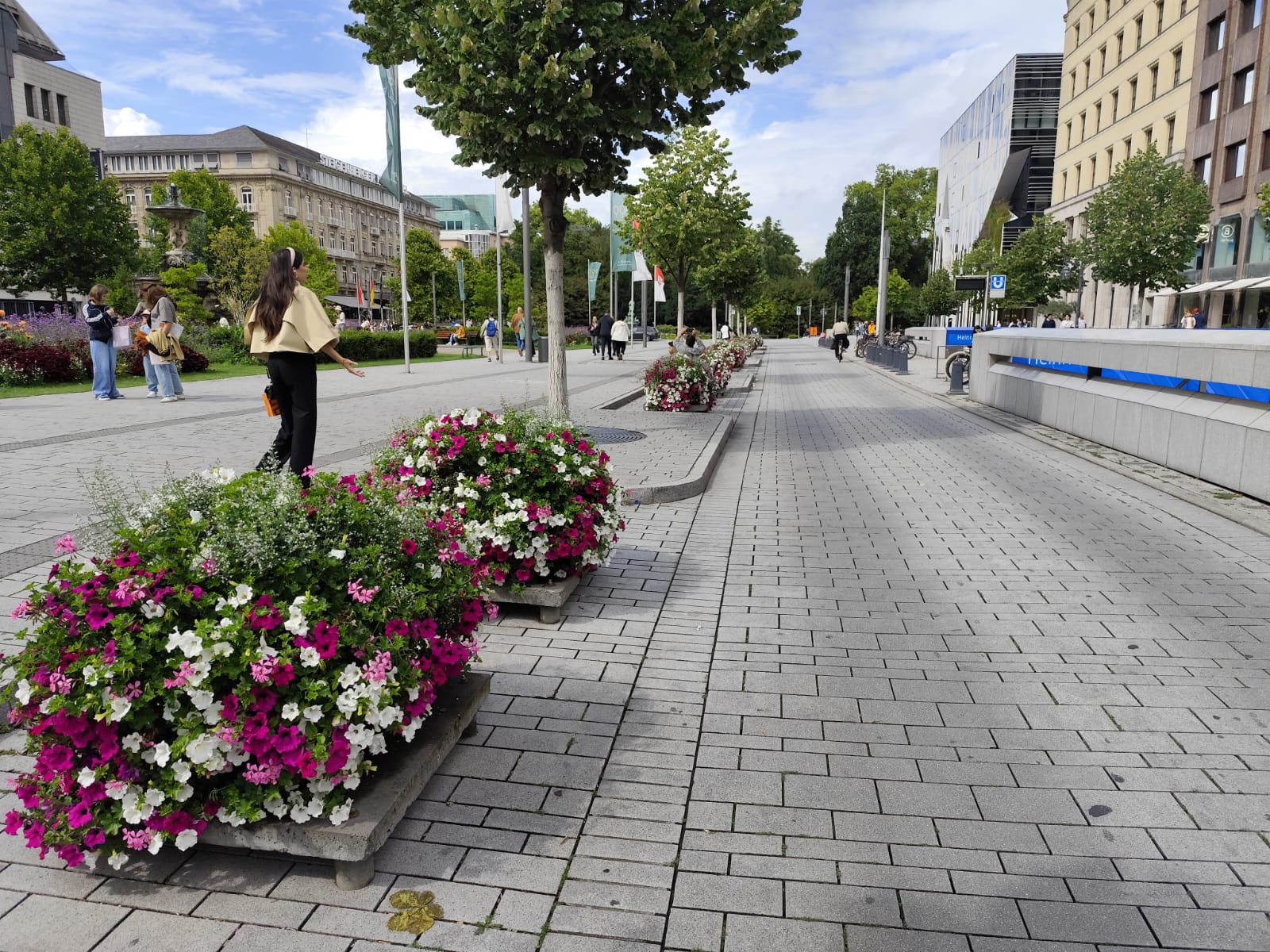
Ersatz der Parkplätze am Corneliusplatz durch Blumenkübel (August 2025)

Der international bekannte Boulevard ist eine hochfrequentierte Einkaufsstraße mit vielen, teils exklusiven Geschäften und Einkaufszentren.
Die Westseite der Allee, traditionell als Bankenseite bezeichnet, und die Ladenseite werden, verbunden mit Brücken, durch den Kö-Graben getrennt. Im Juli/August 2004 feierte die Königsallee ihr 200-jähriges Bestehen. Die breiten Bürgersteige laden Einheimische wie Besucher zum Flanieren ein.

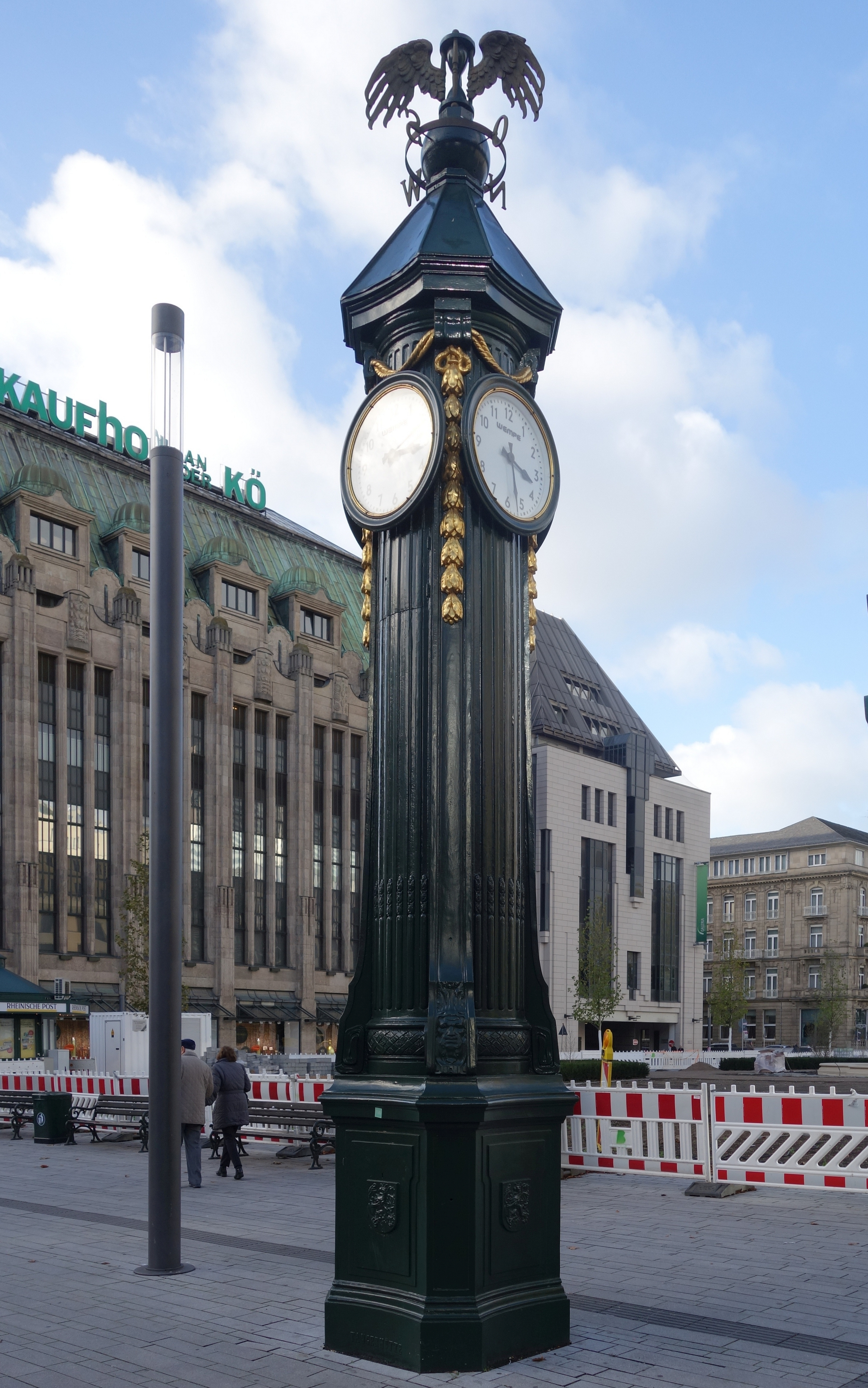
Der markante Treffpunkt
Grüne Mathilde (2017)

Ein Wahrzeichen auf der Königsallee ist die „Schlanke Else“ oder „Grüne Mathilde“ genannte gusseiserne Standuhr vor dem Nordende der Königsallee am Südostende des Corneliusplatzes. Sie ist die letzte noch verbliebene der ehemals acht Standuhren, die in der Innenstadt vorhanden waren. Früher befand sich am Aufstellungsort auch ein Blumenstand, die Stelle galt als ein Treffpunkt für Verliebte. Die von der Berliner Fabrik Urania hergestellte Uhr wurde im Jahr 1905 aufgestellt. Anfang 2015 wurde sie demontiert, restauriert und am 28. April 2017 geringfügig versetzt Richtung Theodor-Körner-Straße wieder aufgebaut, seit Mitte Mai 2017 ist sie wieder in Betrieb.
Die Entwürfe für die historisierenden Kö-Laternen und für die Gullydeckel mit einem Radschlägermotiv stammen von Gerhard Kaletha (* 1927), einem Architekten des Düsseldorfer Hochbauamts, Bereich Stadtgestaltung.
Ende April 2025 wurden, auf der Straße verteilt, drei Litfaßsäulen installiert, auf denen anhand von Beispielen die Geschichte der Kö in der Zeit des Nationalsozialismus bis zum Ende des Zweiten Weltkriegs in Wort und Bild dargestellt wird.

#### Ostseite
Die östliche Straßenseite der Königsallee bildet zurzeit noch die eigentlich alleinige Einkaufszeile, schon länger mit der Ausnahme des Trinkaus-Centers auf der Westseite. Auf der Geschäftsseite befinden sich lückenlos Ladenlokale des zumeist gehobenen Bedarfs. Hinzu kamen zuletzt einige Filialen günstiger Bekleidungsanbieter. Die früher häufigeren Cafés und Restaurants, teilweise mit Straßenterrassen, versuchen die Stadt und die Anlieger wieder verstärkt zu etablieren. Einkaufspassagen sind das Kö-Center, die Kö-Galerie und das Sevens Center. Die Obergeschosse der ehemals überwiegend zu Wohnzwecken genutzten Häuser werden heute hauptsächlich als Büros und Praxen zum Beispiel für Rechtsanwälte, Notare, Ärzte und Beratungsunternehmen genutzt.
Der Häuserbestand entlang der Straße erfährt immer wieder Veränderungen, wie der Abriss des Modehauses Heinemann und die anschließende Errichtung eines Neubaus mit der Mayerschen Buchhandlung und dem Edeljuwelier Tiffany & Co. Im Modebereich ist der Einzug der niedrigpreisigen Marken (H&M, Esprit, Zara etc.) zu verzeichnen. Eines der letzten inhabergeführten Geschäfte auf der Königsallee ist das 1820 von Anton Franz Hohmann gegründete „Porzellanhaus Franzen“ seit 1911 mit Grundbesitz Königsallee 42. Franzen kaufte 2022 das Gebäude Schadowstraße 26 und wird 2024 umziehen.[veraltet] Zuvor hatte der Entwickler Centrum schon das Gebäude Königsallee 46 gesichert, welches seit 1914 Eigentum der Familie von Hans Paffrath war. Die Galerie Paffrath zog im Frühjahr 2022 in den Breidenbacher Hof.
Der Textilhändler Albert Eickhoff gilt als Entdecker des italienischen Designers Gianni Versace, Eickhoff beendete zum Mai 2014 seine Tätigkeit als mittelständischer Fachhändler für hochpreisige Designermode. Sein markantes Ladenlokal an der Ecke Königsallee/Königsstraße vermietete er an das französische Modehaus Dior.
Im August 2024 entwickelte sich eine Debatte um Wohnungslose, die nach Ladenschluss in den Eingängen der Luxusgeschäfte übernachten, sowie über angeblich aggressives Betteln auf der Kö. Wie es hieß, stammten die Beanstandungen, vorgetragen von Hotelgästen, häufig von Gästen aus dem Ausland, „wo Obdachlosigkeit schlicht nicht öffentlich sichtbar sei“. Die Stadt verwies darauf, dass niemand auf der Straße schlafen müsse. In den Notschlafstellen gebe es, begleitet von Sozialarbeitern, spezielle Angebote für unterschiedliche Personengruppen. Der Stadt sei zudem nur eine Person bekannt, die sich nachts auf der Kö aufhalte und jede Form der Unterstützung durch Streetworker ablehne.

#### Westseite

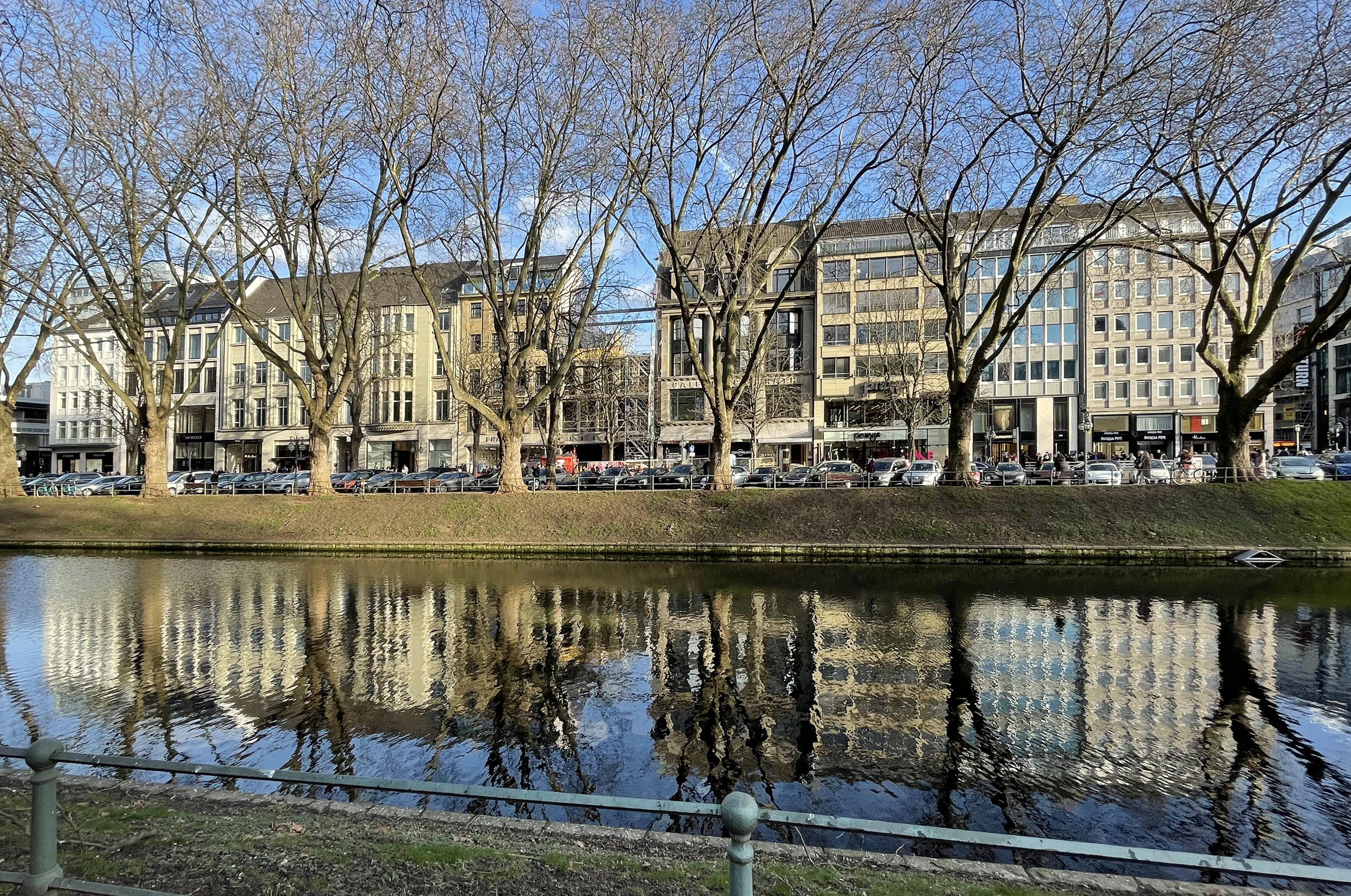
Von der Königstraße bis zur Steinstraße im Hintergrund die Abbrucharbeiten für das Luxus-Quartier der Düsseldorfer Centrum-Gruppe, die den ganzen Block neu entwickelt (Januar 2023)

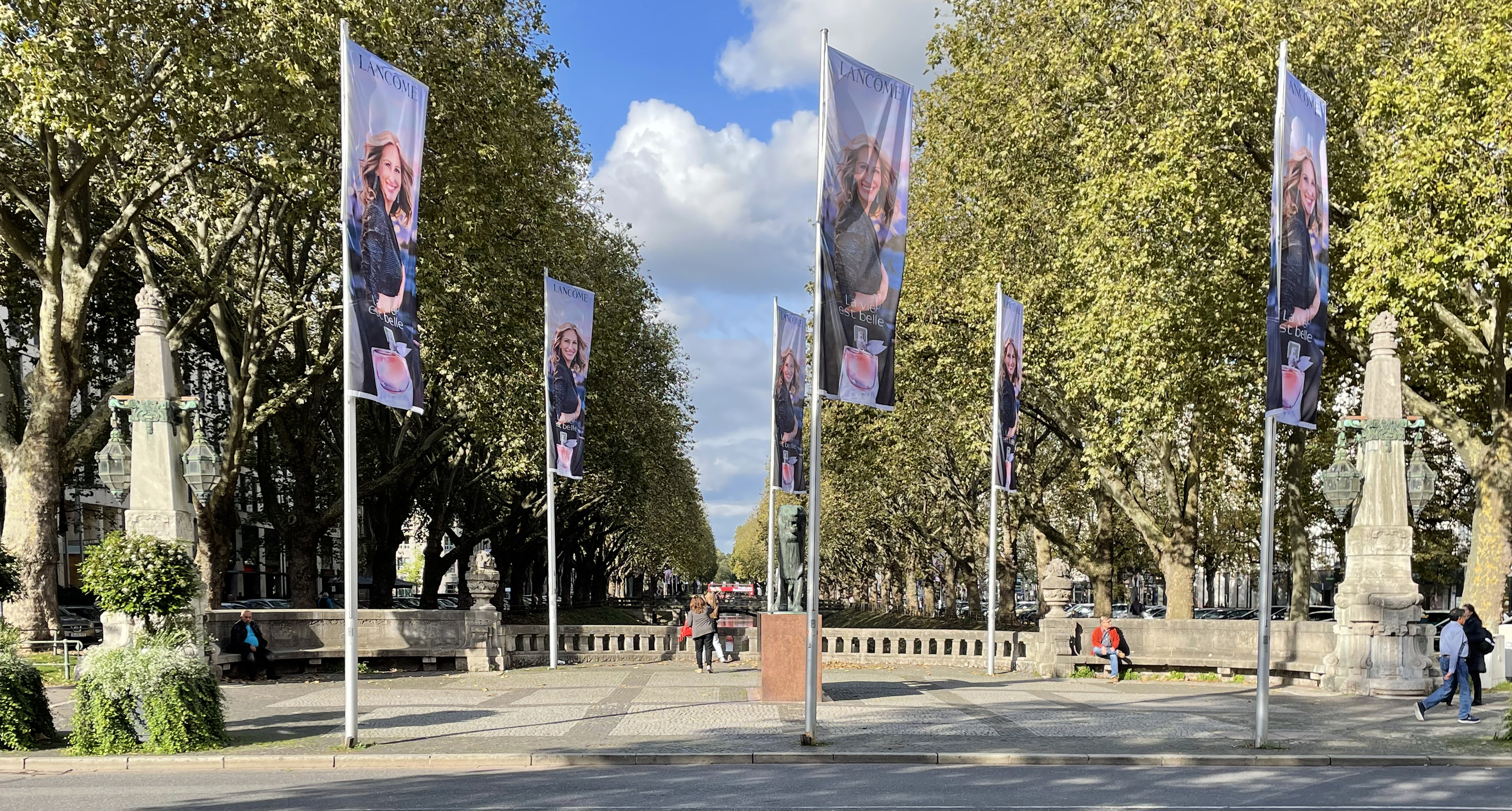
Südliches Ende des Stadtgrabens, 1904 gestaltet vom Architekten Walter Furthmann

Neben den weniger werdenden älteren Fronten der Banken sticht die aus Anfang des 20. Jahrhunderts des WZ-Centers hervor. Die Westseite der Kö hat sich inzwischen zu einem Hotelstandort der Luxus-Kategorie entwickelt. Neben dem Neubau des Breidenbacher Hofs und dem Steigenberger Park Hotel eröffnete 2005 das Hotel Intercontinental. Das US-amerikanische Label Abercrombie & Fitch hatte auf hier eine Zeitlang sein erstes Geschäft für den deutschen Markt.
Der Kö-Bogen am nördlichen Ende der Allee veränderte seit 2013 das Gefüge rund um die Kö in erheblichen Umfang. Neue Wegerouten entstanden. Der Kaufhof an der Kö wurde zeitgleich modernisiert, die Trinkaus-Galerie im gleichnamigen Traditionsbankhaus wurde um diese Zeit völlig umgebaut.

### Kö-Bogen

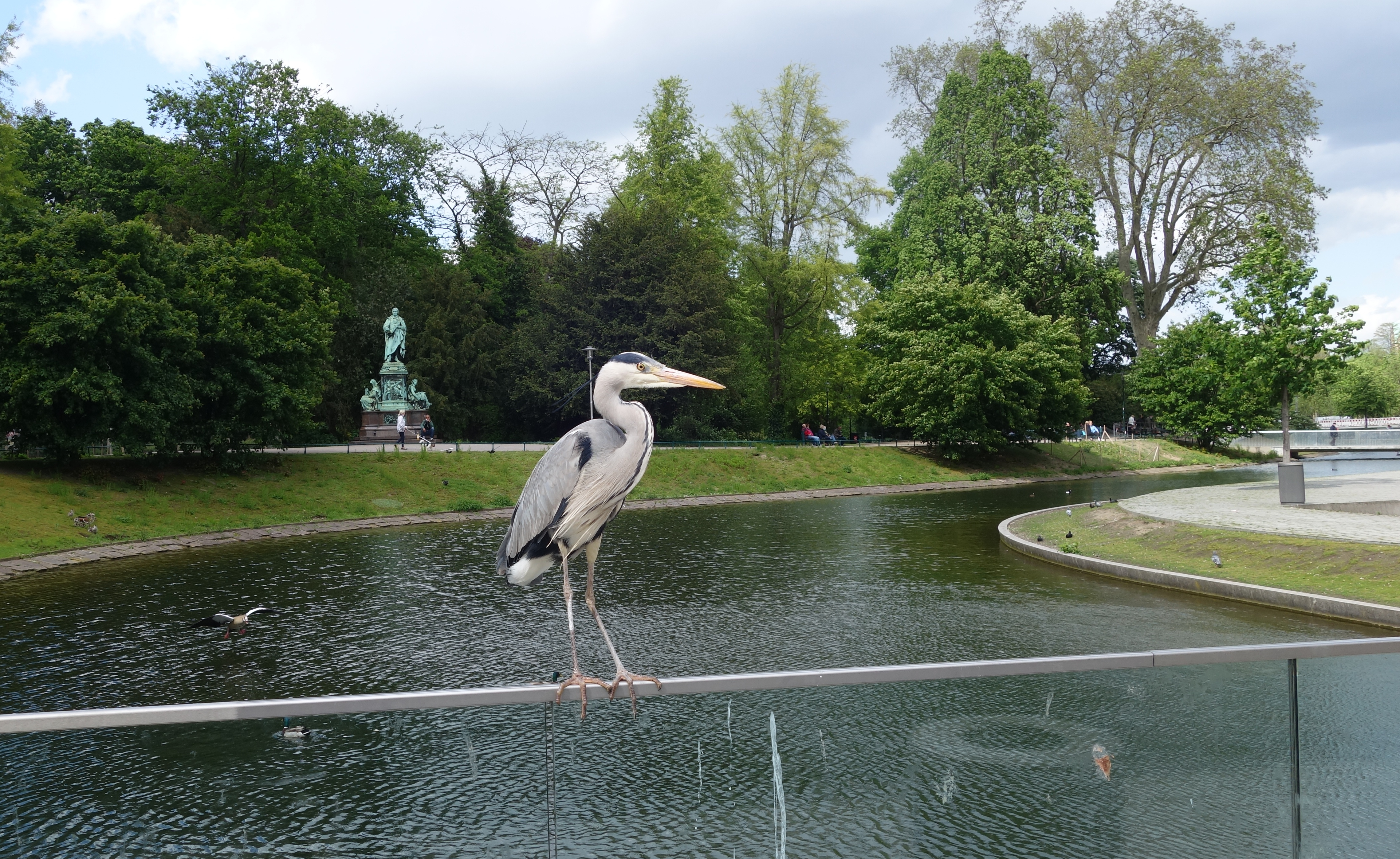
Anfang der Königsallee, am Kö-Bogen, Reiher mit Blick auf die Landskrone und Hofgarten

Neue Akzente setzt seit Herbst 2013 der Kö-Bogen des polnisch-amerikanischen Architekten Daniel Libeskind. Hauptmieter des Geschäftskomplexes ist das Luxus-Kaufhaus Breuninger, größter Büromieter die Boston Consulting Group. Ein weiterer Blickpunkt des Komplexes ist der Showroom des amerikanischen Elektronikunternehmens Apple. Hinzu kommen die Handelsmarken Hallhuber, Laurèl, Joop, Windsor, Strenesse und die Restaurants Poccino und Sansibar.

## Internationaler Vergleich
Gehoben, im internationalen Vergleich aber noch moderat, sind die Preise und Mieten an der Kö – unbebauter Grund wird derzeit (Stand 1. Januar 2022) mit einem amtlichen Bodenrichtwert von 20.000 € bis 32.000 € pro m² (westliche Straßenseite) und bis zu 55.000 € pro m² (östliche Straßenseite) bewertet.
Nach wie vor gilt die Königsallee in Düsseldorf als Quartier des Luxussegments, vermehrt aber in Form von Edelmarkenketten. In Europa hat sie die zweithöchste Dichte an Filialen von Luxusmarken nach der Londoner New Bond Street. Weitere vergleichbare Luxuseinkaufsstraßen und -plätze in Europa sind die Rue du Faubourg Saint-Honoré, die Avenue Montaigne und die Place Vendôme in Paris, die Sloane Street in London, die Via Condotti in Rom, die Via Montenapoleone in Mailand, die Bahnhofstrasse in Zürich, die Calle Ortega y Gasset in Madrid, die Maximilianstraße in München, der Neue Wall in Hamburg, der Graben und der Kohlmarkt in Wien sowie die Goethestraße in Frankfurt. Obwohl die Königsallee mit einer Quadratmetermiete von rund 250 Euro zu den teuersten Lagen des Luxussegments in Deutschland gehört, rangiert der dortige Mietpreis für Handelsimmobilien im internationalen Vergleich eher niedrig.

## Fauna

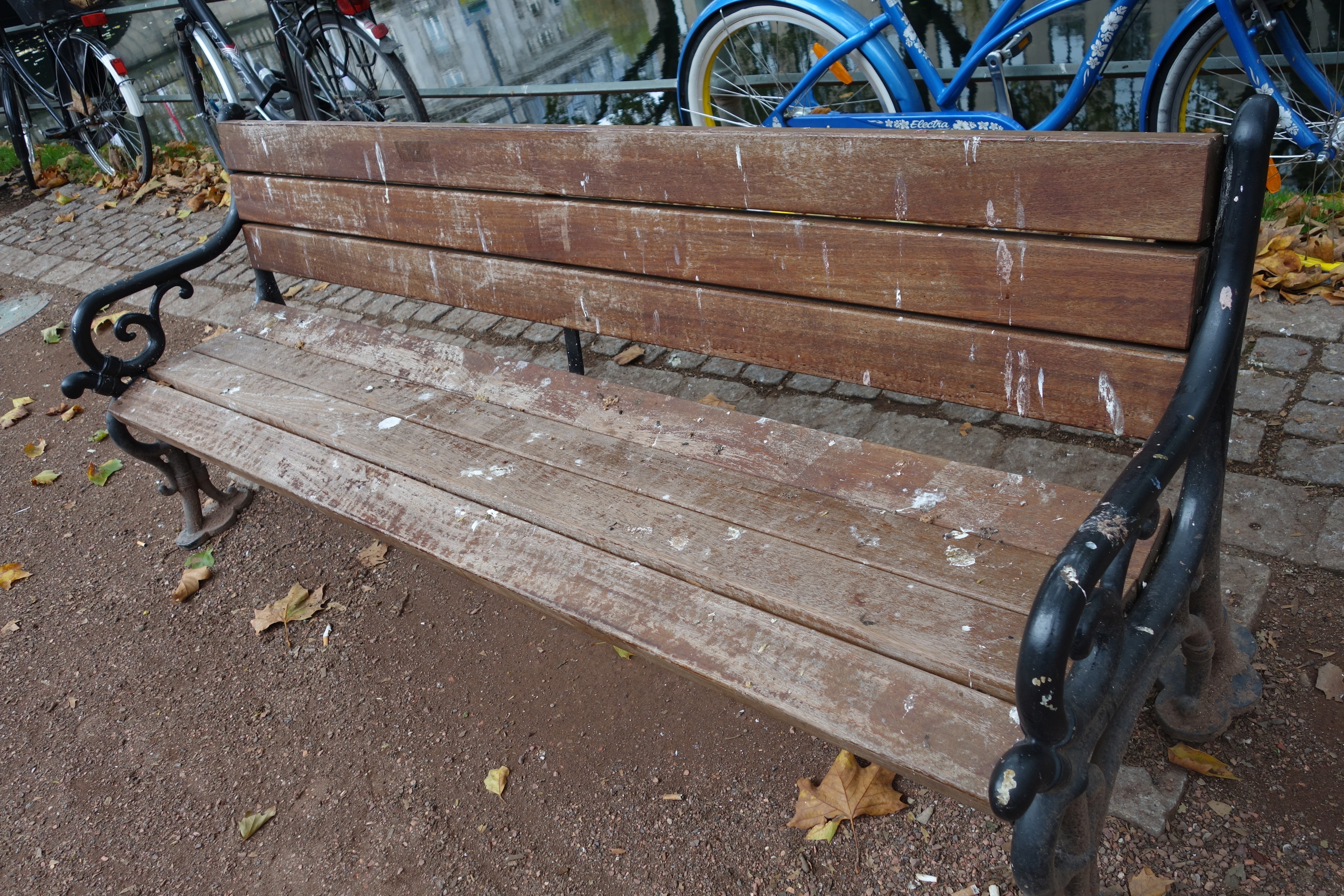
Mit Vogelkot verschmutzte Kö-Bank

Die Bäume der Königsallee, vor allem die Platanen des Stadtgrabens, sind ein Habitat Indischer Halsbandsittiche, die in Düsseldorf auch „Kö-Papageien“ genannt werden. In den Abendstunden versammeln sie sich zahlreich und laut kreischend in den Baumkronen, um dort anschließend die Nacht zu verbringen. Das Spektakel wiederholen sie frühmorgens, bevor sie in umliegende Gebiete ausschwärmen, auch bis nach Krefeld und Duisburg. Weil sie Verunreinigungen und Lärm verursachen, wurde diskutiert, sie durch Bestrahlung mit Wasser zu vergrämen. Im Jahr 2005 wurden im Stadtgebiet 800 Exemplare der neobiotischen Vogelart ermittelt. 2012 wurde die Zahl der grüngefiederten Pflanzenfresser – allein auf der Königsallee – auf rund 1500 geschätzt. Seit 1983 wurde deren biologische Invasion in Düsseldorf beobachtet, 1984 das erste Brutpaar im Schlosspark Mickeln (Düsseldorf-Himmelgeist). Inzwischen ist zu den Sittichen eine ähnlich große Krähenpopulation hinzugekommen, die abends lautstark in Schwärmen einfällt und hier ebenfalls übernachtet.

## Veranstaltungen
Die Königsallee ist neben dem Burgplatz der zweite Ort in der Düsseldorfer Innenstadt für große regionale und überregionale Veranstaltungen.
Der Bücherbummel auf der Kö verwandelt den Boulevard in eine riesige Buchhandlung. Bei diesem fünftägigen Literaturfestival präsentieren sich Händler, Verlage, Vereine und Kulturinstitute. Geboten werden alte Schmöker, Neuvorstellungen, Lesungen und Aufführungen. Dazu entsteht auf der östlichen Seite des romantischen Wassergrabens eine Zeltstadt mit Bühne und Gastronomie.
Ein bekannter Autohändler, Auto Becker, initiierte das Oldtimerfestival Concours d'Élégance. Die Classics à la carte setzen diese Tradition nun fort.
In den Jahren 2006 bis 2008 jagten im Rahmen der Eröffnungsfeiern zur Deutsche Tourenwagen-Masters Rennwagen im Rundkurs auf beiden Seiten der Königsallee. Die Fahrer führten dabei auf engstem Raum ihre „Donuts“ genannten Drehungen vor.
Insbesondere vor dem InterConti-Hotel fotografieren Spotter ganzjährig die aktuellen Luxusfahrzeuge von Maserati, Lamborghini und Porsche.
Daneben werden auch sportliche Veranstaltungen auf der Königsallee ausgerichtet. So sind der Kö-Lauf und das Radrennen Rund um die Kö hier ebenso zu Gast wie der Düsseldorf-Marathon. Zwischen 1971 und 2006 fand auf ihr jeweils im Juni der Radschlägerwettbewerb statt, welcher nunmehr zur Rheinwerft verlagert worden ist.
Im Rahmen des Düsseldorfer Karnevals wurde hier der sogenannte Tuntenlauf erstmals gestartet. Am Karnevalssonntag ist der Boulevard fest in der Hand des nicht organisierten Straßenkarnevals, und am Rosenmontag führt der große Umzug ebenfalls über die Kö. Eine vormalige „Siegerin“ des Tuntenlaufs, die Freifrau von Kö, bietet Stadtführungen über die Königsallee und ihre Umgebung an, wobei neben Stadtentwicklungsprojekten wie dem Kö-Bogen auch die Stadtgeschichte und ihre Grandes Dames im Mittelpunkt stehen.
Ältere Düsseldorfer erinnern sich noch an Modenschauen zur Igedo, dem Straßenfest Kö-Festival oder an die Feier zum deutschen Vorentscheid über die Ausrichtung der Olympischen Spiele 2012 im Jahre 2003.

## Ereignisse

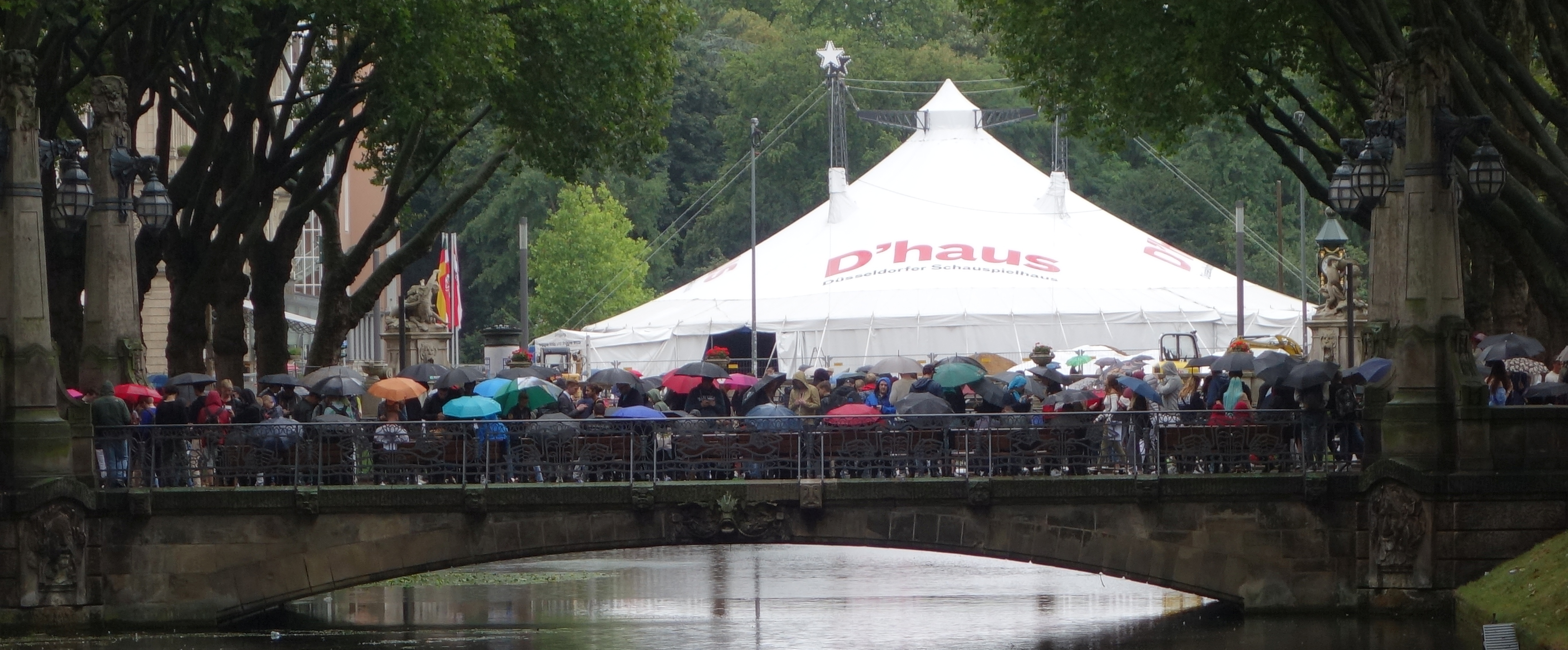
Pokémon-Jäger, die sich trotz Regens auf der Girardet-Brücke trafen (August 2016)

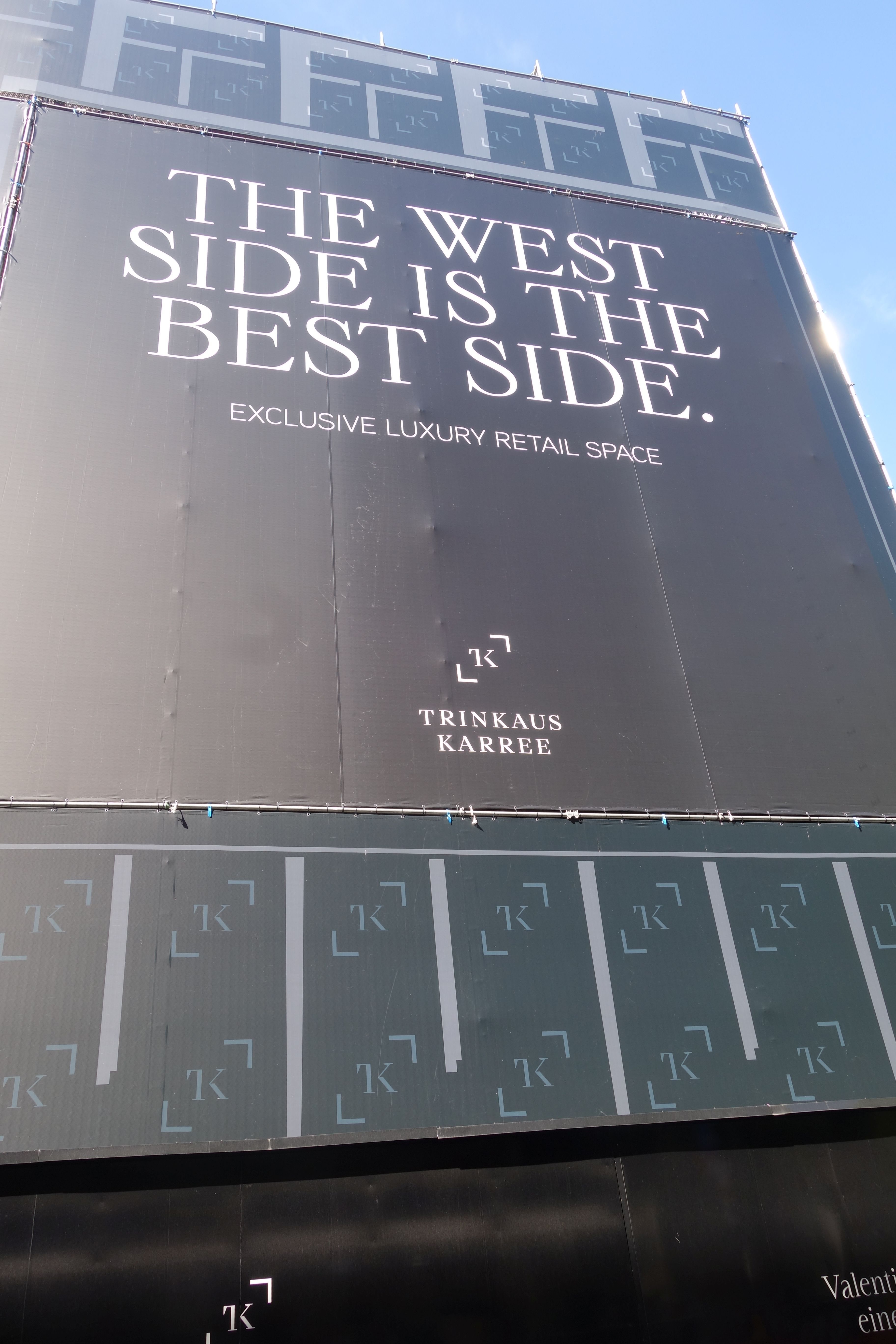
Derzeit neu errichtetes „Trinkaus Karree“ auf der Westseite der Kö, Transparent „The west side is the best side“ (Mai 2025)

Am 6. Juli 2016 veröffentlichte Nintendo das Mobile Game Pokémon Go, eine Jagd auf virtuelle Figuren im realen Raum, das seitdem von vorwiegend jugendlichen Spielern betrieben wird. Ein breites Medienecho fand die auch überregional bemerkenswert große, von den Spielentwicklern angestoßene, Ansammlung von Jägern auf der Girardet-Brücke der Königsallee. Der Ansturm der Akteure wurde so stark, dass sich die Stadt Ende Juli 2016 dazu entschloss, die Brücke für den Autoverkehr zu sperren und zwei mobile Toilettenhäuschen aufzustellen. Am 10. August des Jahres „hat die Stadt die Notbremse gezogen“ und den Spielentwickler Niantic um die Abschaltung von drei der vier PokéStops gebeten. Etwa einen Monat später wurden die PokéStops daraufhin auf zwei verringert.
Für den Winter 2017/2018 wurde erstmals eine Eislaufbahn auf dem Corneliusplatz am Nordende der Kö errichtet, verbunden mit erheblichen Gastronomieangeboten. Die für ein Innenstadtzentrum ungewöhnlich große Eisfläche umfasst den kurz vorher wieder aufgestellten „Schalenbrunnen“.

## Zitate

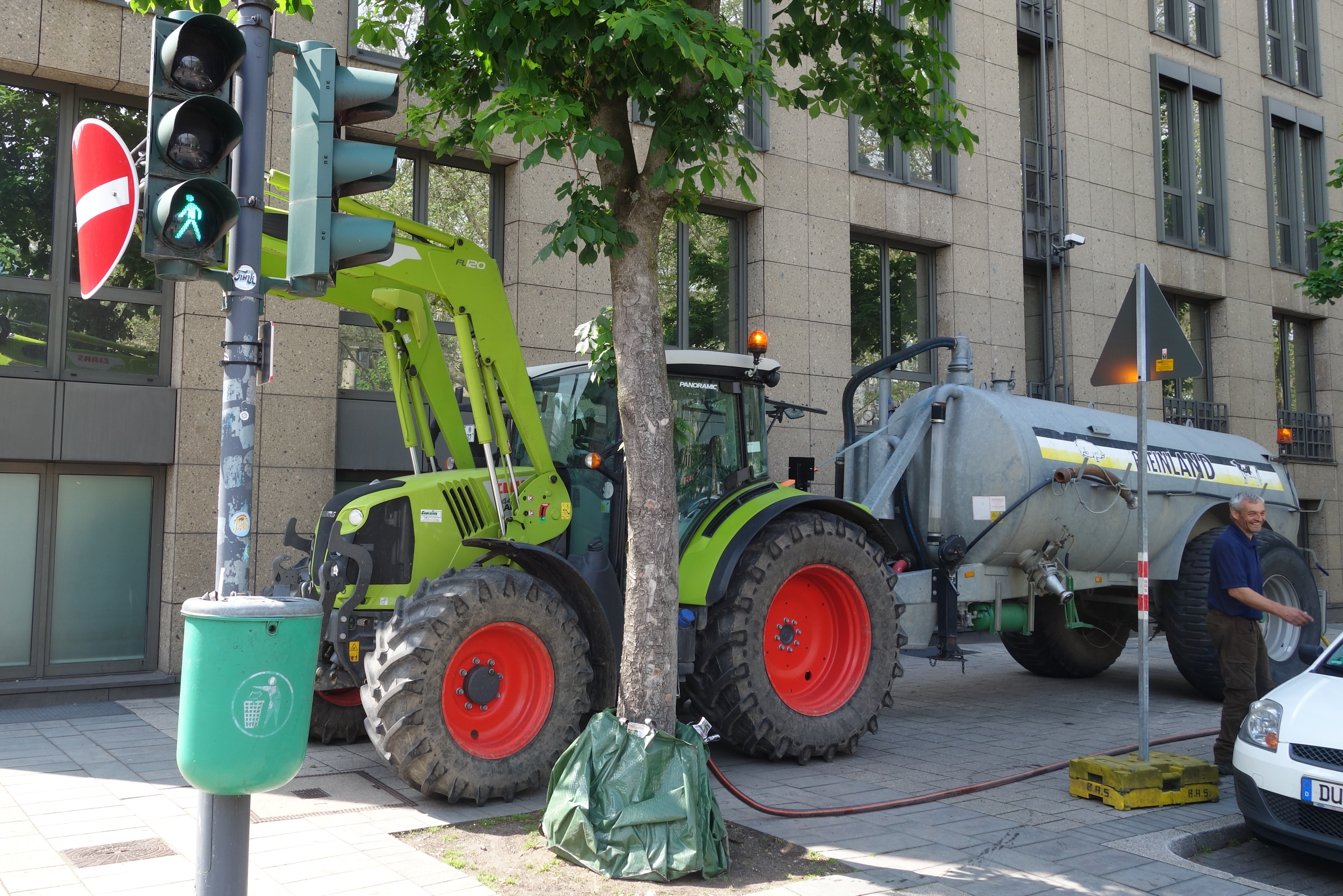
Die Kastanien, die unter Trockenheit, dem Schattenwurf der großen Platanen am Kö-Graben, der Miniermotte, verschiedenen Bakterien- und Pilzerkrankungen, dem Einsatz von Streusalz, aber auch an den Halsbandsittichen leiden, werden durch Wassersäcke zusätzlich bewässert (2021).

„Wissen Sie, was der Lieblingssport der Düsseldorfer ist? Na, 400 Meter blöd gucken – auf der Kö!“

„Dort unten pulsiert die Schlagader, die weltberühmte Königsallee, von den Düsseldorfern verharmlosend Kö genannt; eine ironische Verkleinerung für die Fifth Avenue der Ruhrmetropole. Hier werden die größten und die schmutzigsten Geschäfte abgeschlossen. Die Kö ist ein doppelköpfiger Janus; auf der einen Seite die Banken, auf der anderen die Modegeschäfte. Die Einheit der Geschlechter. Links die Männer und rechts die Frauen. Links die Goldtresore und rechts die elegantesten Ankleidekabinen Deutschlands, wo die geplagten Millionäre ihre zartgliedrigen Aushängeschilder mit Samt und Seide behängen. In der Mitte fließt der Stadtgraben, moosgrün und uralt: ein traumhafter Anachronismus im Hexenkessel der Stadt.“

„Düsseldorf hat sein Unter den Linden, sein Rotten Row, seine Rue de Rivoli und seinen Newskij-Prospekt so gut wie Berlin, London, Paris und Petersburg. Es ist die Königsallee, der Mittelpunkt der Stadt. Hier konzentriert sich das großstädtische Leben, die Düsseldorfer höchste Eleganz. Hier können Sie alles haben, Anzüge, Lotterielose, Schokolade, Bücher in Pappdeckel und Schweinsleder, Hosenstoffe und Ölgemälde, Grammophone und die ‚Düsseldorfer Nachrichten‘, Kastanienbäume, einen Stadtgraben und eine große Auswahl von Damen in allen Farben und Größen, sowohl aus der Kaiser-Wilhelm- wie aus der Rethelstraße. Hier gehen sie am Tage spazieren, die Damen, über die nachts die Herren spazieren reiten. Hier flanieren die Herren Hotel-Studenten mit Bierzipfeln, bunten Mützen und seidenen Couleurbändern, die Herren Gymnasiasten mit dem Hakenkreuz im Knopfloch und dem Kleingeld aus der Portokasse des Herrn Papa in der Hosentasche. Und sehen den ehrsamen Bürgerstöchtern nach, die mit kurzen Röckchen, Durchseh-Blusen und Florstrümpfen ihre Kolleginnen von der beinspreizenden Fakultät so gern kopieren möchten.“

## Weiterführende Informationen